# Mermelada Bar-le-Duc

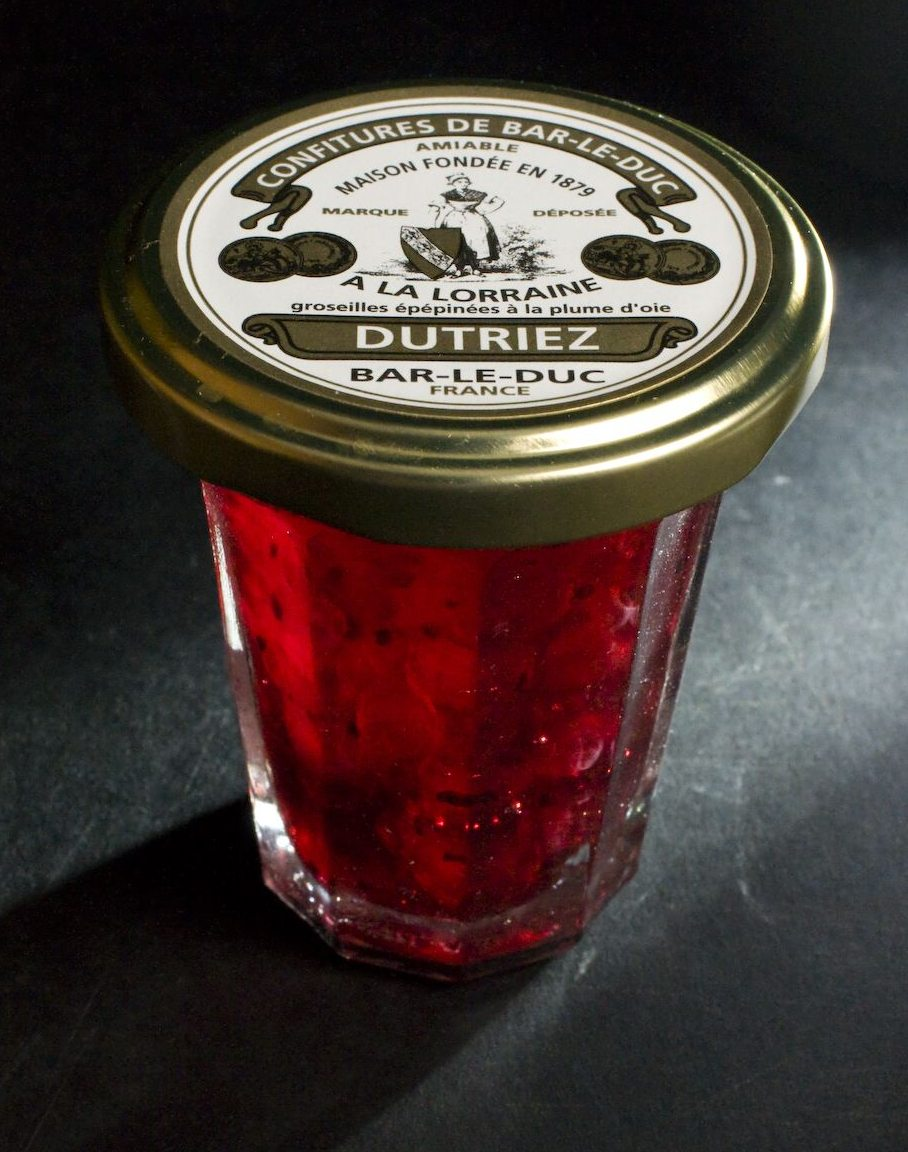
Un tarro de mermelada de grosella roja.

La mermelada Bar-le-Duc es una mermelada o jalea de fruta muy bien considerada compuesta originalmente de grosellas enteras con semillas selectas, típicamente blancas o alternativamente rojas. El nombre alude al lugar de origen de la receta, la ciudad francesa de Bar-le-Duc. Desde la primera referencia documentada a la jalea en 1344 se usa ocasionalmente el nombre mermelada Lorraine, ya que la ciudad de Bar-le-Duc queda dentro de las fronteras de la antigua provincia de Lorraine. 
Servida habitualmente como acompañamiento de caza, untada sobre pan o con fuagrás, se considera un alimento de lujo con un nivel parecido al del caviar de beluga, aludiéndose a él coloquialmente como caviar Bar. El producto típico es una mermelada, con bayas enteras intactas dentro de un sirope claro. Se necesitan unas 200 bayas para obtener un tarro de 85 gramos, que cuesta unos 15€ en Bar-le-Duc. Existen referencias notables en los registros históricos sobre su consumo por parte de personalidades tales como Alfred Hitchcock, Victor Hugo y María I de Escocia.
Confitures À La Lorraine comercializa una de las poquísimas variantes artesanas que siguen en el mercado, La confiture de Groseilles de Bar le Duc. La preparación manual tradicional implica que los epepineuses retiren las semillas de las bayas usando plumas de ganso para extraerlas sin dañar la carne de los pequeños frutos. Comercializadas a veces bajo el mismo nombre, y con un coste y calidad sensiblemente inferiores, pueden hallarse en el mercado jaleas endulzadas hechas con puré de grosella cernido.